# Raggmossor
Raggmossor (Racomitrium) är ett släkte av bladmossor. Raggmossor ingår i familjen Grimmiaceae.

## Bildgalleri

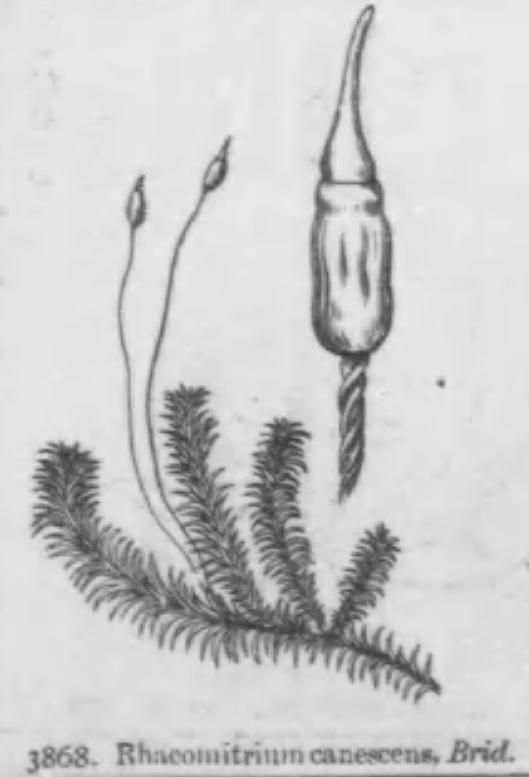
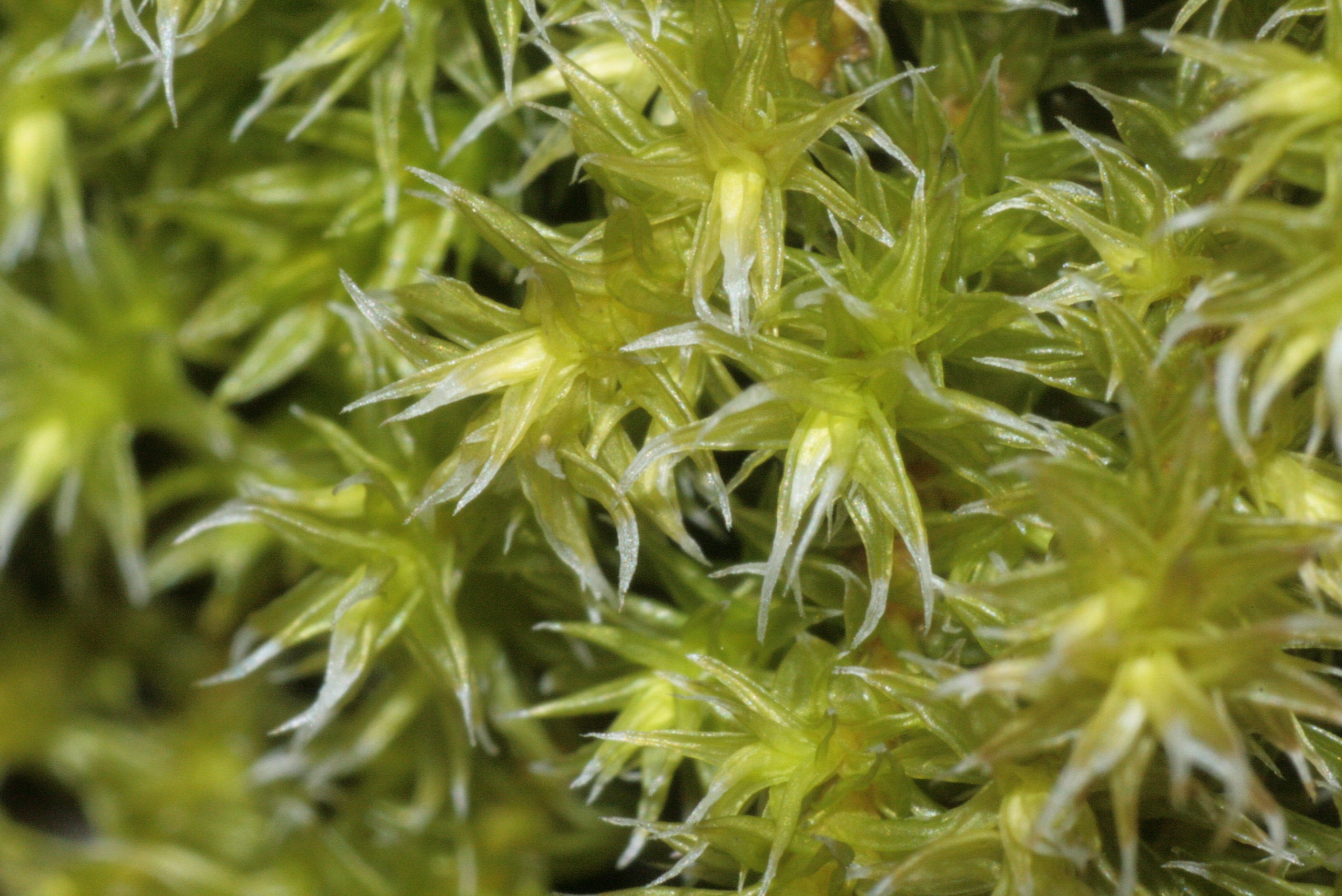
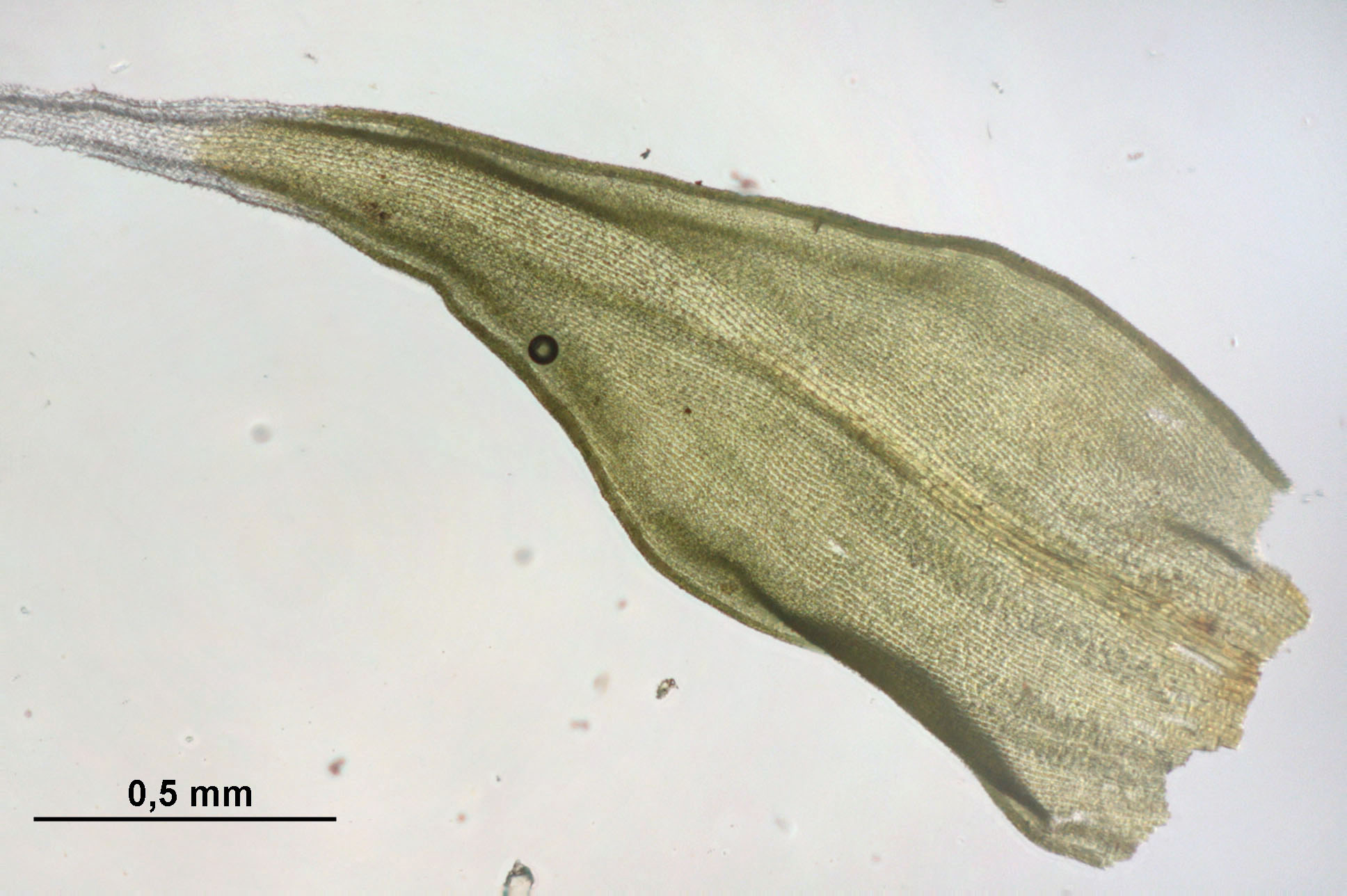
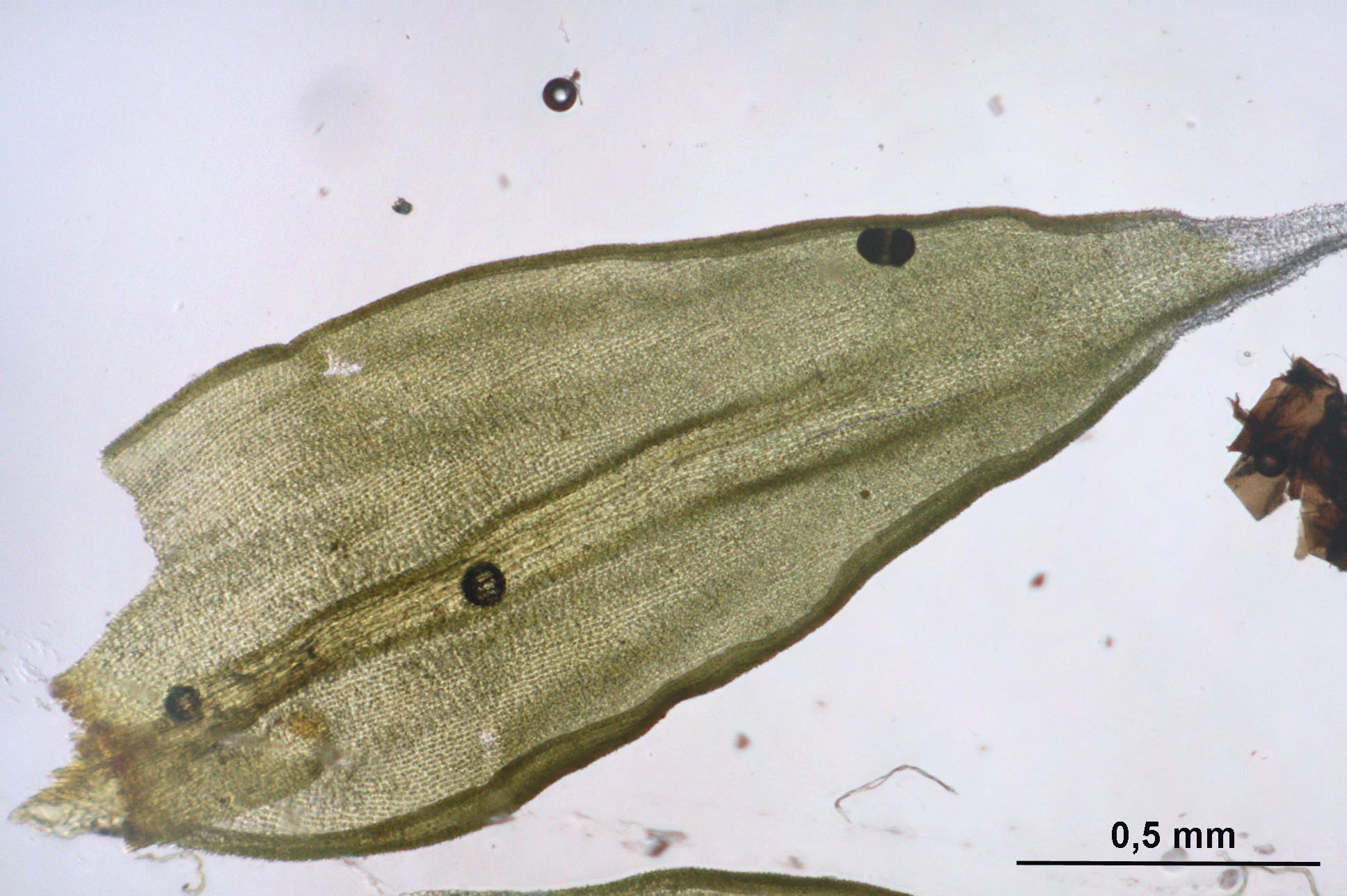
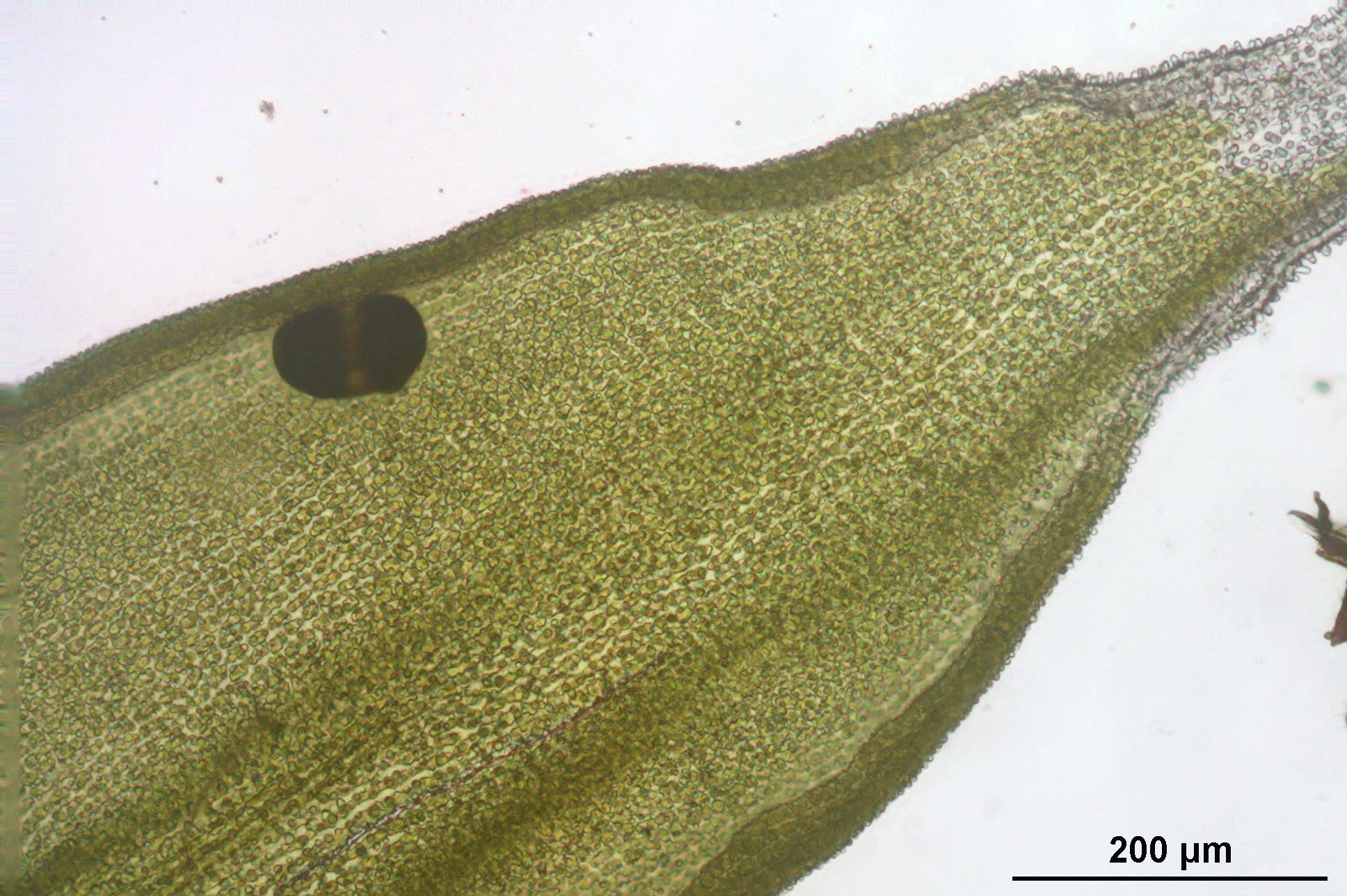
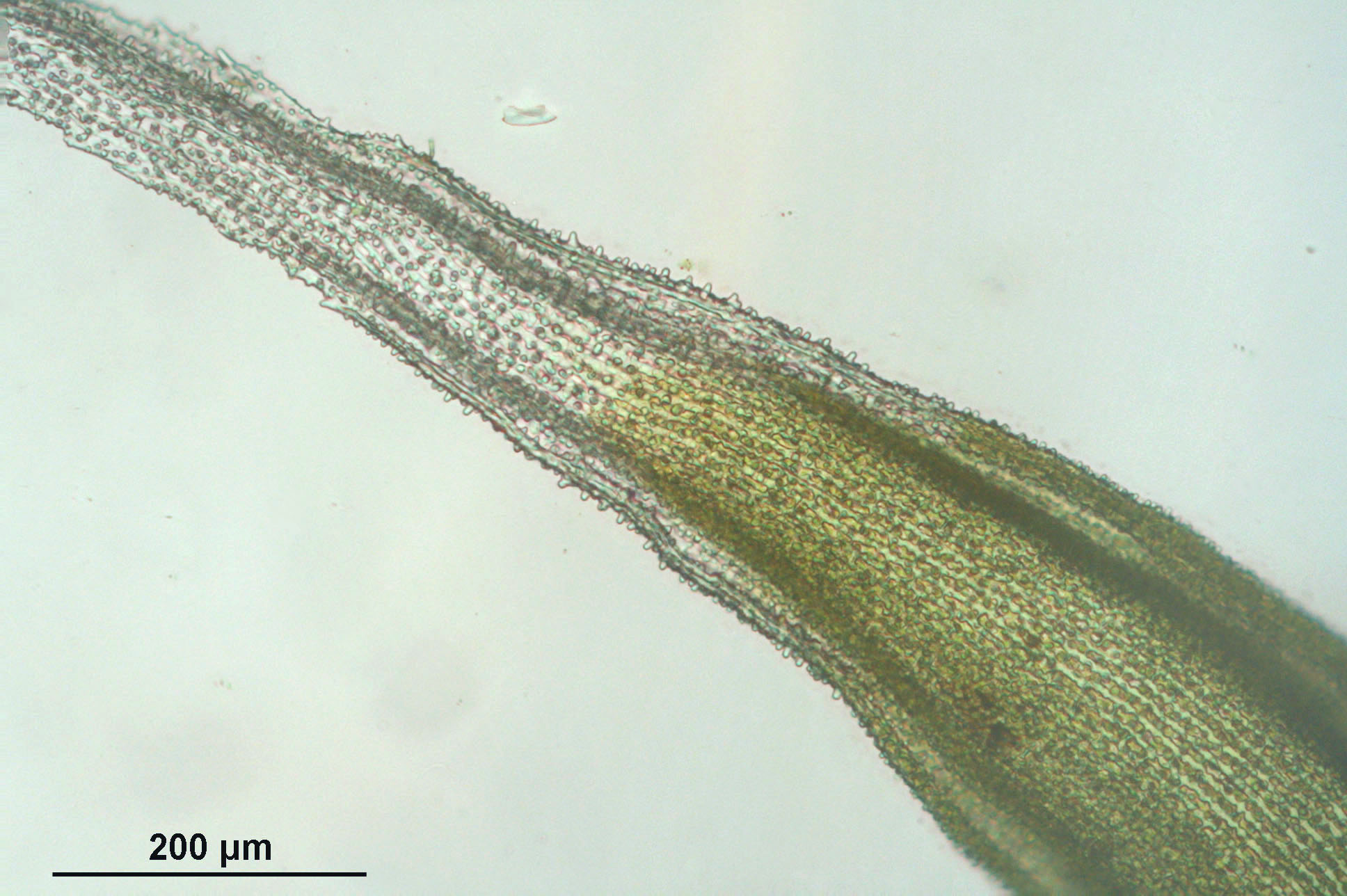

## Dottertaxa till Raggmossor, i alfabetisk ordning[1][2]
- Racomitrium aciculare
- Racomitrium aduncoides
- Racomitrium affine
- Racomitrium afoninae
- Racomitrium alare
- Racomitrium albipiliferum
- Racomitrium angustifolium
- Racomitrium aquaticum
- Racomitrium barbuloides
- Racomitrium bartramii
- Racomitrium brachypus
- Racomitrium brevipes
- Racomitrium brevisetum
- Racomitrium canescens
- Racomitrium carinatum
- Racomitrium crispipilum
- Racomitrium crispulum
- Racomitrium crumianum
- Racomitrium cucullatifolium
- Racomitrium cucullatulum
- Racomitrium curiosissimum
- Racomitrium decurrens
- Racomitrium depressum
- Racomitrium dichelymoides
- Racomitrium didymum
- Racomitrium ellipticum
- Racomitrium elongatum
- Racomitrium emersum
- Racomitrium ericoides
- Racomitrium fasciculare
- Racomitrium fuscescens
- Racomitrium gracillimum
- Racomitrium grimmioides
- Racomitrium hespericum
- Racomitrium heterostichum
- Racomitrium himalayanum
- Racomitrium japonicum
- Racomitrium joseph-hookeri
- Racomitrium kerguelense
- Racomitrium laetum
- Racomitrium laevigatum
- Racomitrium lamprocarpum
- Racomitrium lanuginosum
- Racomitrium lawtonae
- Racomitrium lepervanchei
- Racomitrium lusitanicum
- Racomitrium macounii
- Racomitrium marginatum
- Racomitrium membranaceum
- Racomitrium microcarpum
- Racomitrium minutum
- Racomitrium muticum
- Racomitrium nigritum
- Racomitrium nitidulum
- Racomitrium norrisii
- Racomitrium obesum
- Racomitrium obtusum
- Racomitrium occidentale
- Racomitrium ochraceum
- Racomitrium orthotrichaceum
- Racomitrium pachydictyon
- Racomitrium pacificum
- Racomitrium panschii
- Racomitrium papeetense
- Racomitrium patagonicum
- Racomitrium pruinosum
- Racomitrium pseudopatens
- Racomitrium ptychophyllum
- Racomitrium pygmaeum
- Racomitrium rupestre
- Racomitrium ryszardii
- Racomitrium seychellarum
- Racomitrium steerei
- Racomitrium subrupestre
- Racomitrium subsecundum
- Racomitrium sudeticum
- Racomitrium sulcipilum
- Racomitrium valdon-smithii
- Racomitrium varium
- Racomitrium venustum
- Racomitrium verrucosum
- Racomitrium visnadiae
- Racomitrium vulcanicola
- Racomitrium vulcanicum